# John Mayer
John Clayton Mayer (sinh ngày 16 tháng 10 năm 1977) là một ca sĩ, nhạc sĩ, nhà sản xuất âm nhạc thể loại pop rock/pop/blues rock người Mỹ. Sinh ra tại Bridgeport, Connecticut và lớn lên tại Fairfield, Connecticut, anh đã theo học tại trường Cao đẳng âm nhạc Berklee (Berklee College of Music) ở Boston. Anh đã chuyển tới Atlanta vào năm 1997 - nơi anh định hình phong cách của mình và hiện tại anh đang sống ở Montana. Hai album phòng thu đầu tiên của anh, Room for Squares và Heavier Things rất thành công về mặt thương mại, đạt được chứng nhận bạch kim nhiều lần. Vào năm 2003, Mayer giành được giải thưởng Grammy đầu tiên của mình ở hạng mục Nam nghệ sĩ có màn trình diễn Pop xuất sắc nhất với ca khúc "Your Body Is a Wonderland".
Mayer bắt đầu sự nghiệp với chủ yếu là thể loại acoustic rock, nhưng dần chuyển sang thể loại blues vào năm 2005 bằng việc hợp tác với những nghệ sĩ blues huyền thoại như B.B.King, Buddy Guy và Eric Clapton và lập nên nhóm nhạc John Mayer Trio. Sự ảnh hưởng của blues có thể được nhận ra rõ nét qua album live năm 2005 Try! của anh cùng nhóm John Mayer Trio và album phòng thu thứ ba Continuum- được ra mắt vào tháng 9 năm 2006. Tại Lễ trao giải Grammy lần thứ 49 vào năm 2007, Mayer giành được giải Album nhạc Pop xuất sắc nhất cho Continuum và Nam nghệ sĩ có màn trình diễn nhạc Pop xuất sắc nhất cho "Waiting on the World to Change". Anh đã cho ra mắt album phòng thu thứ tư, Battle Studies vào tháng 11 năm 2009. Album thứ năm của anh, Born and Raised- album mà chứng kiến một phong cách âm nhạc hoàn toàn khác, đã được tung ra vào tháng 5 năm 2012. Anh đã bán được hơn 10 triệu album ở Mỹ và hơn 20 triệu bản trên toàn thế giới.

## Thời thơ ấu
John Clayton Mayer sinh ngày 16 tháng 10 năm 1977 tại Bridgeport, Connecticut. Anh là con thứ hai trong một gia đình trung lưu có ba người con, mẹ là Margaret -một giáo viên tiếng Anh và bố là Richard - một hiệu trưởng trường cấp 3. Anh lớn lên tại Fairfield, Connecticut. Cha anh là người Do Thái, và Mayer đã từng nói anh ấy "có liên hệ đến đạo Do Thái". Anh theo học tại trường Trung học Fairfield Warde ở Farfield.
Sau khi xem màn trình diễn guitar của Michael J. Fox trong vai Marty McFly trong bộ phim Back to the Future, Mayer trở nên đam mê nhạc cụ, và khi bước sang tuổi 13, anh được bố thuê cho một chiếc guitar. Một người hàng xóm tặng Mayer một chiếc cát-xét của Stevie Ray Vaughan - người mà đã truyền cho Mayer niềm yêu thích nhạc blues. Mayer bắt đầu theo học lớp guitar từ một người chủ cửa hiệu guitar ở khu vực, Al Ferrante. 
Mayer tập trung vào việc chơi guitar đến nỗi bố mẹ anh đã đưa anh đi khám tâm lý hai lần, nhưng Mayer được chẩn đoán là không có bệnh. Mayer nói rằng những trận cãi vã của bố mẹ đã khiến anh "biến mất và tạo nên thế giới của riêng mình mà tôi có thể tin vào". Sau hai năm tập luyện, anh bắt đầu chơi tại những quán bar phong cách blues trong khu vực khi anh vẫn còn học trung học. Ngoài việc biểu diễn solo, anh còn là thành viên của một nhóm nhạc tên là Villanova Junction (đặt theo tên một bài hát của Jimi Hendrix) cùng với Tim Procaccini, Joe Beleznay và Rich Wolf. Mayer từng cân nhắc việc không học đại học để theo đuổi sự nghiệp âm nhạc, nhưng sự phản đối của bố mẹ khiến anh không thể làm vậy. 
Khi Mayer 17 tuổi, anh bị chứng rối loạn nhịp tim và phải nhập viện một tuần. Nhớ lại lần bị bệnh, Mayer đã nói: "Đó là thời điểm mà con người nhạc sĩ trong tôi được sinh ra." và anh đã đặt bút viết những lời bài hát đầu tiên vào đêm trở về nhà từ bệnh viện. Không lâu sau đó, anh lại bắt đầu bị hoảng loạn, và sống với nỗi sợ phải vào bệnh viện tâm thần. Anh tiếp tục kiểm soát những thời kỳ như vậy với thuốc Xanax, một loại thuốc chống lo lắng. Sau khi tốt nghiệp, anh đã làm việc trong 15 tháng tại một trạm gas đến khi tiết kiệm được đủ tiền để mua một chiếc guitar năm 1996 của Stevie Ray Vaughan hiệu Strartocaster.

## Sự nghiệp

### Khởi nghiệp
John Mayer từng theo học trường Cao đẳng Âm nhạc Berklee (Berklee College of Music) ở Boston, Massachusetts vào năm 19 tuổi. Tuy nhiên chỉ sau hai học kì, anh đã chuyển đến Atlanta cùng với Clay Cook, một người bạn học cùng trường. Tại Atlanta họ thành lập một nhóm nhạc hai người có tên là LoFi Masters và bắt đầu biểu diễn tại các quán cafe địa phương và các tụ điểm âm nhạc như Eddie's Attic. Theo lời Cook, họ bắt đầu có sự khác biệt về phong cách vì Mayer muốn nhiều chất Pop hơn trong âm nhạc của mình. Vì lý do đó nên ban nhạc tan rã và đây chính là điểm khởi đầu cho sự nghiệp solo của Mayer.
Với sự giúp đỡ của nhà sản xuất âm nhạc và kỹ sư trong vùng - Glenn Matullo, Mayer ghi âm album ngắn (EP) độc lập Inside Wants Out. Cook đồng sáng tác nhiều ca khúc trong album, trong đó có ca khúc thương mại đầu tiên được ra mắt của Mayer - "No Such Thing". Album ngắn chứa 8 bài hát, trong đó Mayer là giọng ca và tay chơi guitar chính. Dù vậy đóng góp duy nhất của Oook là giọng ca hỗ trợ trong bài hát "Comfortable". Trong bài hát mở đầu, "Back To You", một nhóm nhạc đầy đủ được thành lập, bao gồm nhà đồng sản xuất album David "DeLa" LaBruyere với vai trò guitar bass. Mayer và LaBruyere sau đó bắt đầu biểu diễn suốt Georgie và các bang lân cận.

### Thành công ban đầu
Danh tiếng của John Mayer bắt đầu lan rộng và Aware Records đã chú ý đến anh qua một buổi biểu diễn vào tháng 3 năm 2000. Sau khi đưa anh vào trình diễn tại Aware Festival, vào đầu năm 2001, Aware phát hành album chủ đề chỉ thông qua internet, Room For Squares. Vào tháng 12 năm 2001, hãng đĩa Columbia đã remix và phát hành lại album này. Bìa của album được cập nhật và bài hát "3x5" được thêm vào. Đây là một phần của màn ra mắt dưới hãng đĩa chính. Album phát hành lại còn bao gồm các bản phòng thu của 4 bài hát đầu tiên từ album độc lập của anh, Inside Wants Out.
Đến cuối năm 2002, Room For Squares đã tạo nên một vài bản hit trên sóng radio, trong đó có "No Such Thing," "Your Body Is a Wonderland", và cuối cùng là "Why Georgia". Vào năm 2003, Mayer giành được giải Grammy cho hạng mục Trình diễn nam xuất sắc nhất thể loại nhạc Pop cho bài hát "Your Body Is a Wonderland". Khi nhận giải, anh phát biểu: "This is very, very fast, and I promise to catch up" đồng thời ví bản thân mình như ở tuổi 16 một cách ẩn dụ, khiến nhiều người hiểu nhầm rằng anh mới chỉ 16 tuổi ở thời điểm đó.
Năm 2003 John Mayer phát hàng một đĩa CD và DVD live của một concert tại Birmingham, Alabama có tên gọi Any Given Thursday. Điểm nổi bật của buổi concert là những bài hát chưa được thu âm trước đó như "Man on the Side" (đồng sáng tác với Cook) và "Something's Missing" - bài hát mà sau này xuất hiện trong album Heavier Things. Buổi concert còn bao gồm "Covered In Rain". Theo như bộ phim tài liệu kèm theo, bài hát này là "phần hai" của ca khúc "City Love". Album nhanh chóng leo lên vị trí thứ 17 trên Billboard 200. Đĩa CD/DVD nhận được những lời khen ngợi nhất quán với những lời nhận xét đi theo hai ngả giữa hình ảnh thần tượng nhạc pop của Mayer và kỹ năng guitar bắt đầu được bộc lộ (vào thời điểm đó). Erik Crawford của Allmusic đặt câu hỏi: "Anh ấy là anh hùng guitar xuất chúng - được minh chứng khi chơi bản cover ca khúc Lenny của Stevie Ray Vaughan, hay là một thần tượng tuổi teen làm các cô gái dậy thì la hét ầm ĩ sau khi nghe "Your Body Is a Wonderland"?"
Album thứ hai của John Mayer, Heavier Things, phát hành năm 2003 đã nhận được những nhận xét rất ưu ái. Rolling Stone, Allmusic và Blender đều dành những lời khen ngợi tích cực mặc dù có phần dè dặt cho album này. PopMatters nói rằng album "không có nhiều điểm yếu như mọi người có thể nghĩ ra". Album rất thành công về mặt thương mại và mặc dù không tiêu thụ được nhiều bằng Room for Squares, nó vẫn đạt vị trí đầu tiên trên bảng xếp hạng Billboard 200. "Daughters" là ca khúc xếp vị trí quán quân đầu tiên của Mayer, đồng thời mang về cho anh giải Grammy năm 2005 hạng mục Bài hát của năm, đánh bại các đối thủ cùng được đề cử là Alicia Keys và Kanye West. Anh dành giải thưởng để tưởng nhớ người bà đã mất vào tháng 4/2004, Annie Hoffman. John Mayer cũng đồng thời thắng hạng mục Trình diễn nam thể loại Pop xuất sắc nhất, đánh bại Elvis Costello, Prince và Seal. Vào một buổi phỏng vấn ngày 9/2/2009 trên Ellen DeGeneres Show, Mayer bày tỏ rằng anh nghĩ đáng lẽ anh không nên thắng hạng mục Bài hát của năm bởi vì anh cho rằng bài hát "If I Ain't Got You" của Alicia Keys xứng đáng hơn. Vì thế John Mayer đã đưa nửa trên của giải Grammy cho Keys còn anh thì giữ nửa dưới. Vào lễ bổ nhiệm nhạc sĩ vào đại lộ danh vọng thường niên lần thứ 37, John Mayer được trao tặng giải thưởng Hal David Starlight.